# Кастро, Марта Мариана
Марта Мариана Кастро (исп. Martha Mariana Castro) (7 ноября 1966, Куаутла, Морелос, Мексика) — мексиканская актриса театра и кино.

## Биография
Родилась 7 ноября 1966 года в Куаутле. Вскоре после рождения переехала в Пуэблу и выросла в этом городе. После окончания средней школы поступила в университет и получила степень бакалавра в области философии и литературы. В мексиканском кинематографе дебютировала в 1986 году и с тех пор снялась в 17 работах в кино и телесериалах.

## Личная жизнь
Марта Мариана Кастро вышла замуж за актёра Фернандо Лухана и родила ему сына Франко Паоло Чангеротти.

## Фильмография

### Избранные телесериалы
- 1997-98 — «Свет женских глаз» — Даниэла.
- 1998 — «Три жизни Софии» — Лаура де Маркес.
- 2001 — «Женские секреты» — Сесилия.
- 2003-04 — «Свет женских глаз-2» — Даниэла.
- 2009 — «Полюби меня снова» — Ирене Роблес.